# 高铼酸锌
高铼酸锌是一种无机化合物，化学式为Zn(ReO4)2。

## 化学性质
高铼酸锌在炽热时分解，生成氧化锌和七氧化二铼：
Zn(ReO4)2 → ZnO + Re2O7